# Arçay (Vienne)
Arçay é uma comuna francesa na região administrativa da Nova Aquitânia, no departamento de Vienne. Estende-se por uma área de 14,05 km². Em 2010 a comuna tinha 355 habitantes (densidade: 25,3 hab./km²).